# Aeroporto Internazionale di Edmonton
L'Aeroporto Internazionale di Edmonton è un aeroporto civile, situato vicino a Edmonton, in Canada.
Lo scalo offre voli non stop per molte città degli Stati Uniti, dell'America Latina, dell'Europa e del Canada.
È presente anche traffico cargo.
È un hub per le seguenti compagnie aeree:
- Flair Airlines
- Canadian North
- Sunwing Airlines